# Agave shawii
Agave shawii là một loài thực vật có hoa trong họ Măng tây. Loài này được Engelm. mô tả khoa học đầu tiên năm 1875.

## Hình ảnh

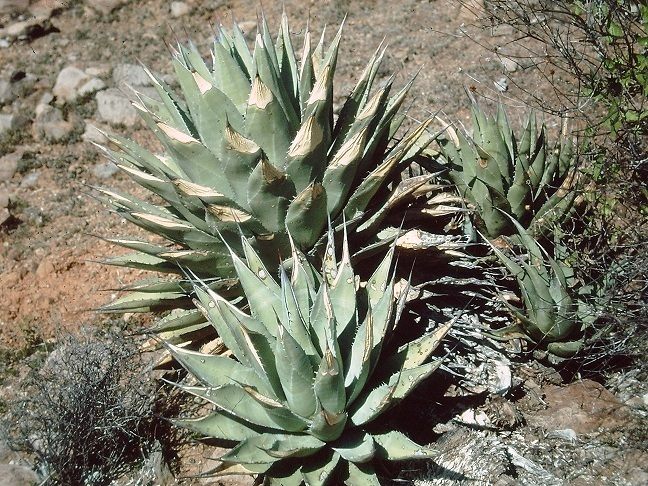
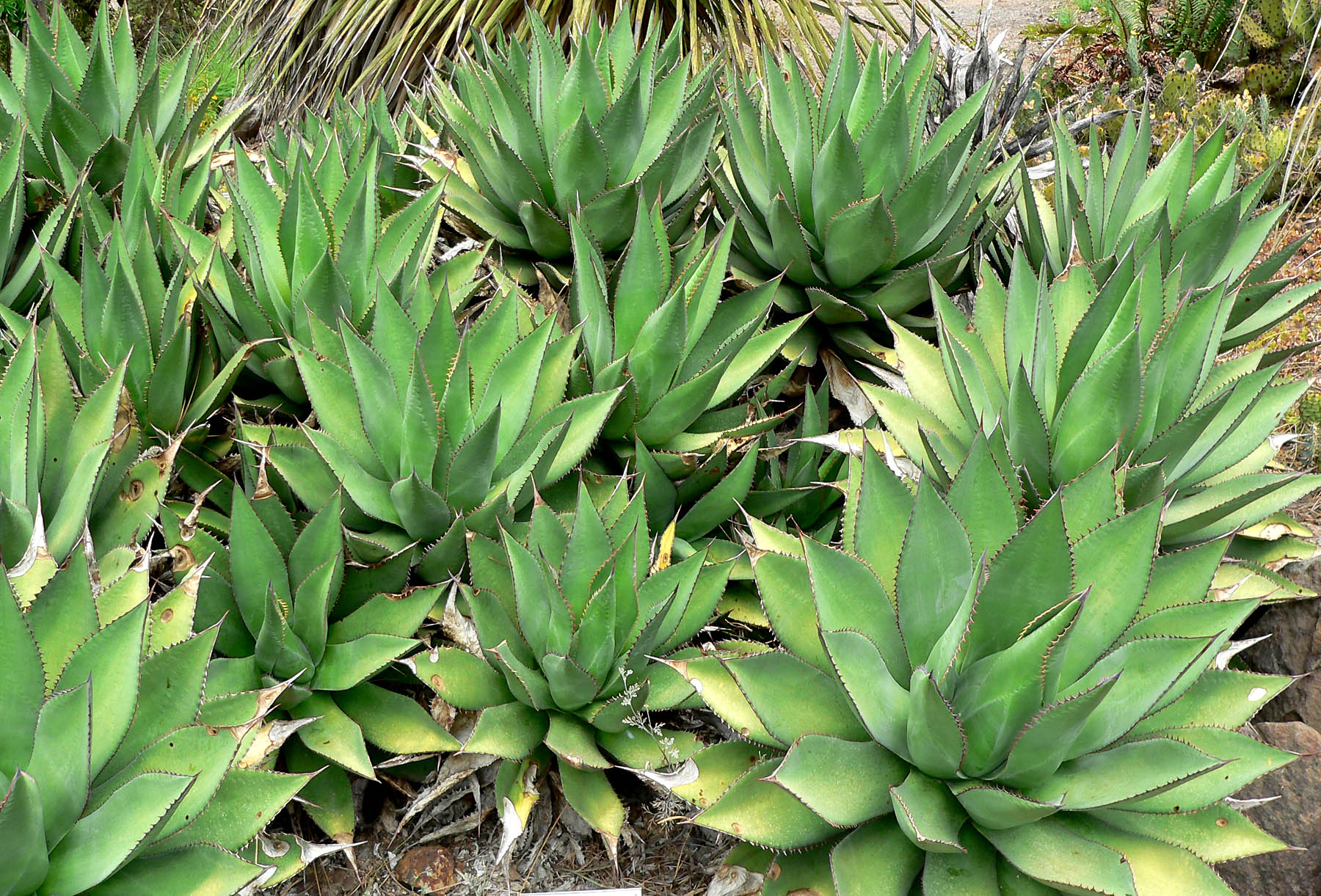
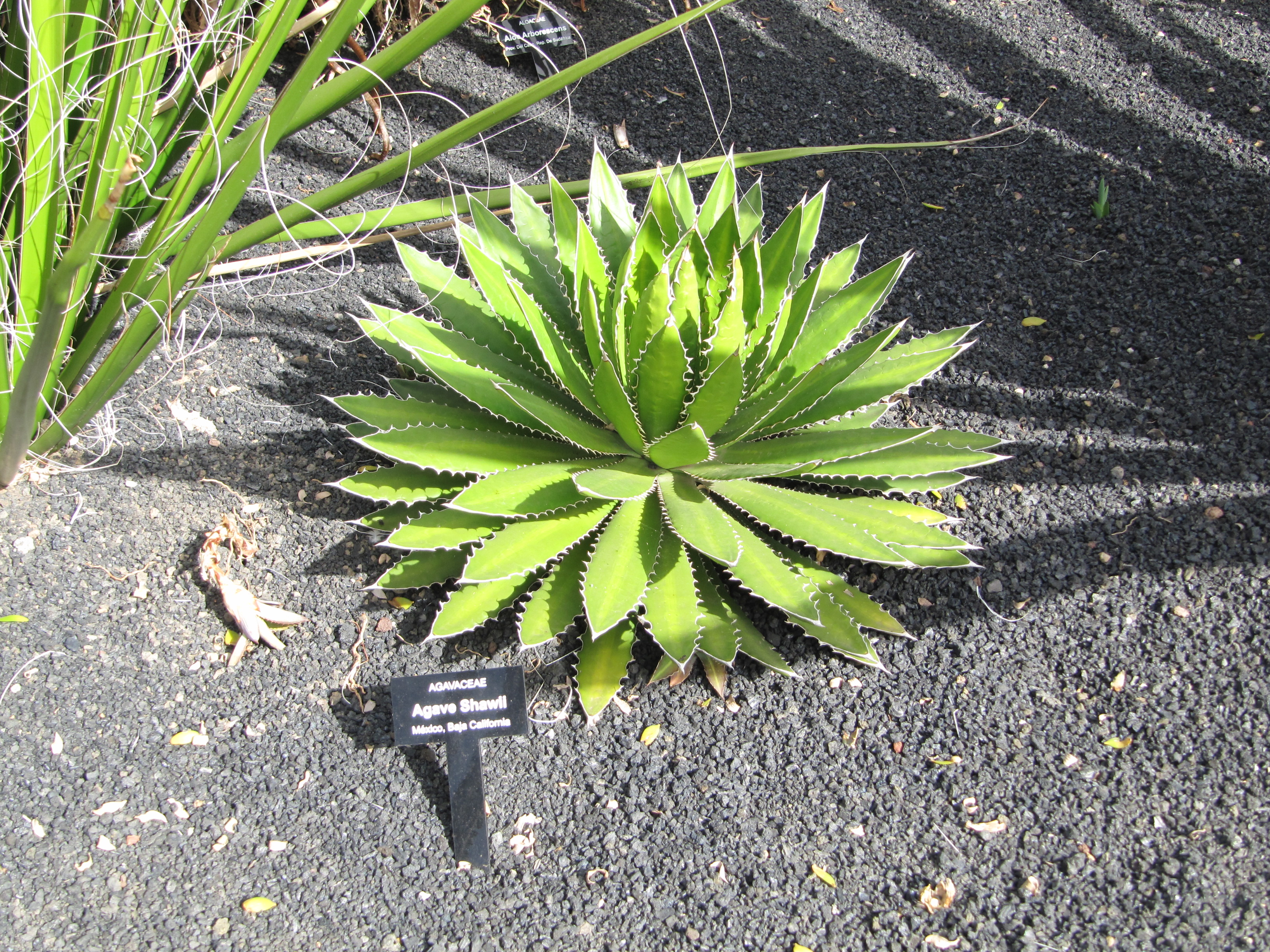
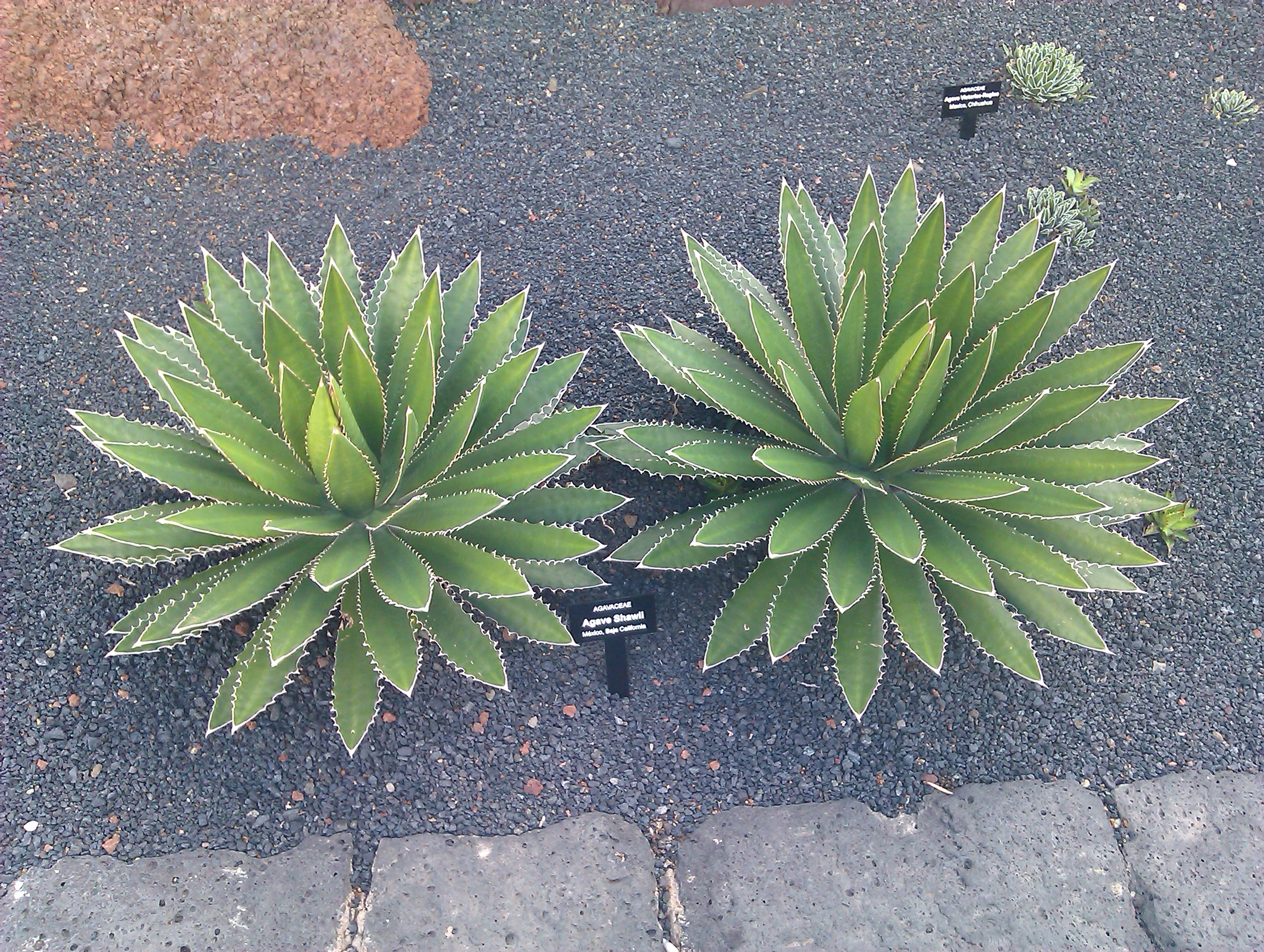